# 高屋窓秋
高屋 窓秋（たかや そうしゅう、1910年2月14日 - 1999年1月1日）は、俳人。本名・正国（まさくに）。従来の写生主義、花鳥諷詠の俳句から離れた句作を行い、昭和初期の新興俳句運動に大きな影響を与えた。代表句に「頭の中で白い夏野となつている」「ちるさくら海あをければ海へちる」「山鳩よみればまはりに雪がふる」など。

## 生涯
名古屋市東区に生まれる。父は陸軍士官で、名古屋は両親の故郷であったが、物心ついてからは東京に住んだ。1923年、関東大震災に被災ののち、父の転任に伴い熊本に移る。1926年、学友に連れられて「ホトトギス」派の俳人草野駝王、有働木母寺が指導する句会に出席、必要ということで学友に「寅秋子」の俳号を付けられる。このとき丙寅年の秋だったことからつけたもので、のち「寅」を「窓」に変え窓秋とした。また駝王に水原秋桜子の句文集『南風』を薦められその句風に惹かれる。1927年私立九州学院中学を卒業、このころ初期結核に罹っていることがわかり、以後療養に専念。療養中、あまり熱心ではなかったものの「ホトトギス」と「破魔弓（後の馬酔木）」に投句を続けた。
その後また父の転任で淡路島、京都市伏見、千葉市と移り、1930年に東京に戻る。この年「馬酔木」発行所を尋ね、正式に秋桜子の門人となる。1931年法政大学に入学。同年、秋桜子は「自然の真と文芸上の真」を「馬酔木」に発表して「ホトトギス」を脱退し、窓秋ら門人も結束を強くした。師の説く主観写生の考えのもとに心象を描く句風を突き詰め、翌年には代表句のひとつ「頭の中で白い夏野となつている」が成る。秋桜子が当時勧めていた連作俳句を多く作った。また編集、経営の面でも「馬酔木」を助け石田波郷がその事務を手伝った。1933年に「馬酔木」が同人制となってからは石田波郷、石橋辰之助とともに「新樹集鑑賞」で入門者の指導も担当した。
1935年ころより、それまでの唯美的作風が変化し、当時の時代状況に対した社会・個人的感情を強く詠み込むようになった。同年の「馬酔木」5月号にて同誌を離脱。1936年7月第一句集『白い夏野』（龍星閣）刊行。翌年5月、連作からなる第二句集『河』を刊行。収録句はすべて無季句で、定型を離れた句も多い。山本健吉は『現代俳句』で「連作というより新しい詩形式」「成功しているとはいえないが、試みとしては面白いし、その後二度とこのような試みをしないのは残念」と評している。『河』刊行直後、渡辺白泉の誘いで「風」に参加。1938年、「馬酔木」を離れた石橋辰之助らとともに「京大俳句」参加、また「風」が終刊・合流した「広場」に参加し選句委員となる。この間に岩本邦と結婚。6月に満州電々に職を得て満州に渡る。これによって「京大俳句」「広場」から離れ、しばらく作品の発表がなくなる。
1946年帰国、翌年より「俳句人」にて在満州中に作った句の発表を始める。「夏河の碧の湛（たた）への湛へとよ」「昨日の河さゞなみすでに凍てしなり」「茜さし童女比ぶるものもなく」など、満州時代は句風がもっとも写実に近づいた時期である。1947年現代俳句協会創立とともに会員となる。1948年「天狼」創刊に参加（1981年まで）。1951年ラジオ東京に入社。1953年、第三句集『石の門』（酩酊社）を刊行。この時点での全句集の形で290句を収めた。1958年「俳句評論」参加。しかし作句は1951年以来中止しており、作品が再び発表されるようになるのは19年後の1970年「俳句研究」においてであった。以後しばらく相次いで作品発表が続き、1976年には、第四句集「ひかりの地」を含む『高屋窓秋全句集』（ぬ書房）を刊行。全句集の形で330句を収めた。総じて寡作であり、1975年以降もしばらく作句を中断、1983年ころより再び発表を始めるといった具合であった。1991年には同人誌「未定」に同人参加している。1992年第五句集『花の悲歌』（弘栄堂書店）刊。1999年、88歳で死去。没後の2002年『高屋窓秋俳句集成』（沖積舎）が刊行された。